# Crotaphytus collaris
Espèce
Synonymes
- Agama collaris Say, 1823
- Crotaphytus baileyi Stejneger, 1890

Statut de conservation UICN

 LC  : Préoccupation mineure
Le lézard à collier (Crotaphytus collaris) est une espèce de sauriens de la famille des Crotaphytidae.

## Répartition
Cette espèce se rencontre :
- au Mexique en Basse-Californie, au Sonora, au Chihuahua, au Durango, au Coahuila, au Zacatecas, au Nuevo León et au Tamaulipas ;
- aux États-Unis au Texas, au Nouveau-Mexique, en Arizona, au Nevada, en Utah, au Colorado, en Oklahoma, au Kansas, au Missouri, en Illinois et en Arkansas.

## Description

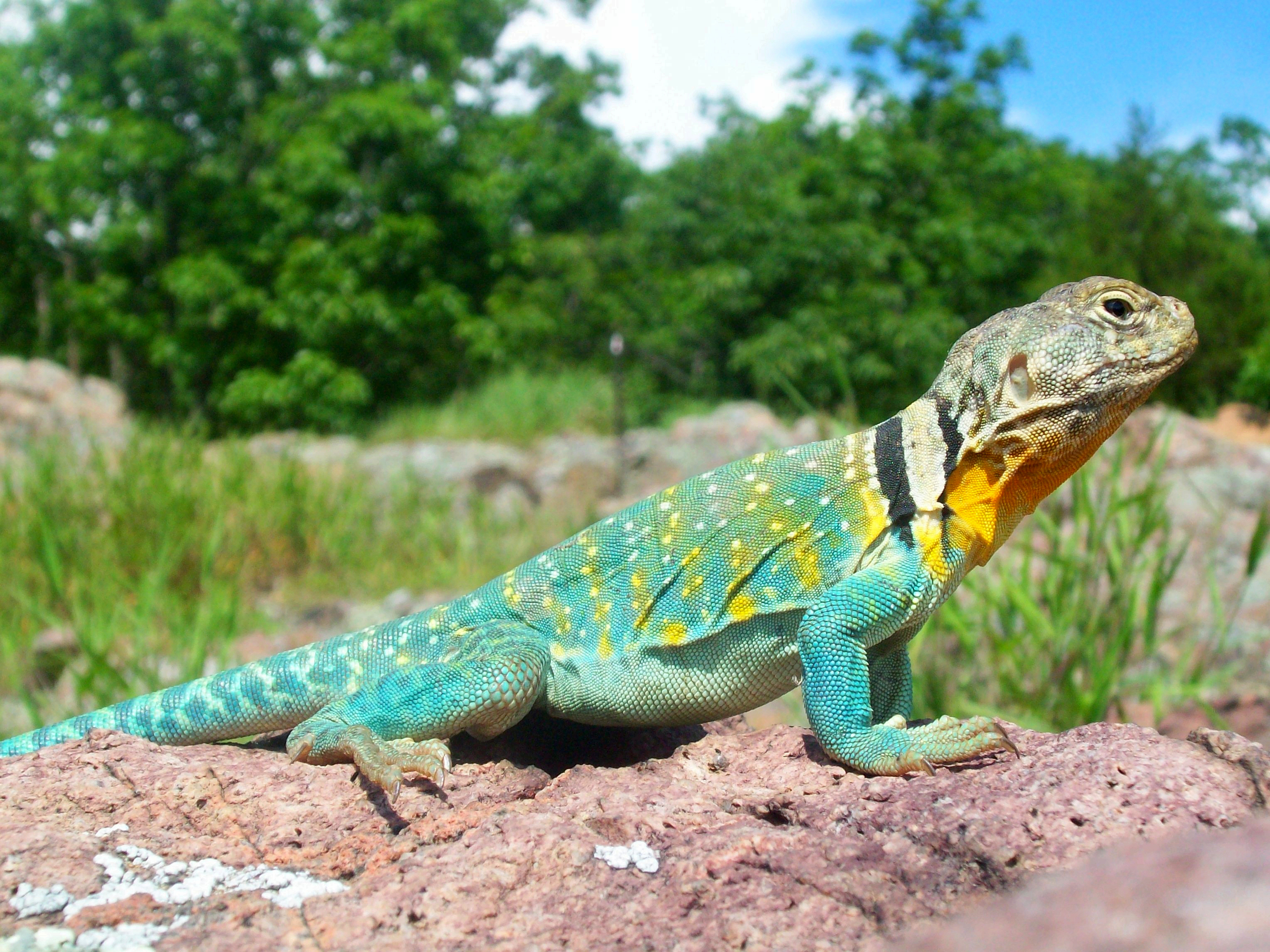
Crotaphytus collaris

Ce lézard atteint environ 30 à 35 centimètres (queue comprise). Il a une large tête, des membres bien développés avec des doigts longs et pourvus de griffes. Le corps est assez aplati et large. Crotaphytus collaris possède un collier noir autour du cou, caractéristique. La tête du mâle peut être jaune ou orange vif. Le reste de la livrée est coloré, avec une dominance de bleu azur, vert et gris, parsemée de taches jaunes ou grisâtres. Cette livrée peut être assez variée selon les sous-espèces. La femelle présente en général des couleurs plus ternes dans les bruns, sauf lorsqu'elle est en période de ponte, où apparaissent des taches et des traits rouge-orangé sur la gorge et le flanc.

## Comportement
Ce reptile diurne est très agile.

## Liste des sous-espèces
Selon The Reptile Database (27 juillet 2012), ce reptile est représenté par 5 sous-espèces :
- Crotaphytus collaris auriceps Fitch & Tanner, 1951 ;
- Crotaphytus collaris baileyi Stejneger, 1890 ;
- Crotaphytus collaris collaris (Say, 1823) ;
- Crotaphytus collaris fuscus Ingram & Tanner, 1971 ;
- Crotaphytus collaris melanomaculatus Axtell & Webb, 1995.

## Exemples de livrées

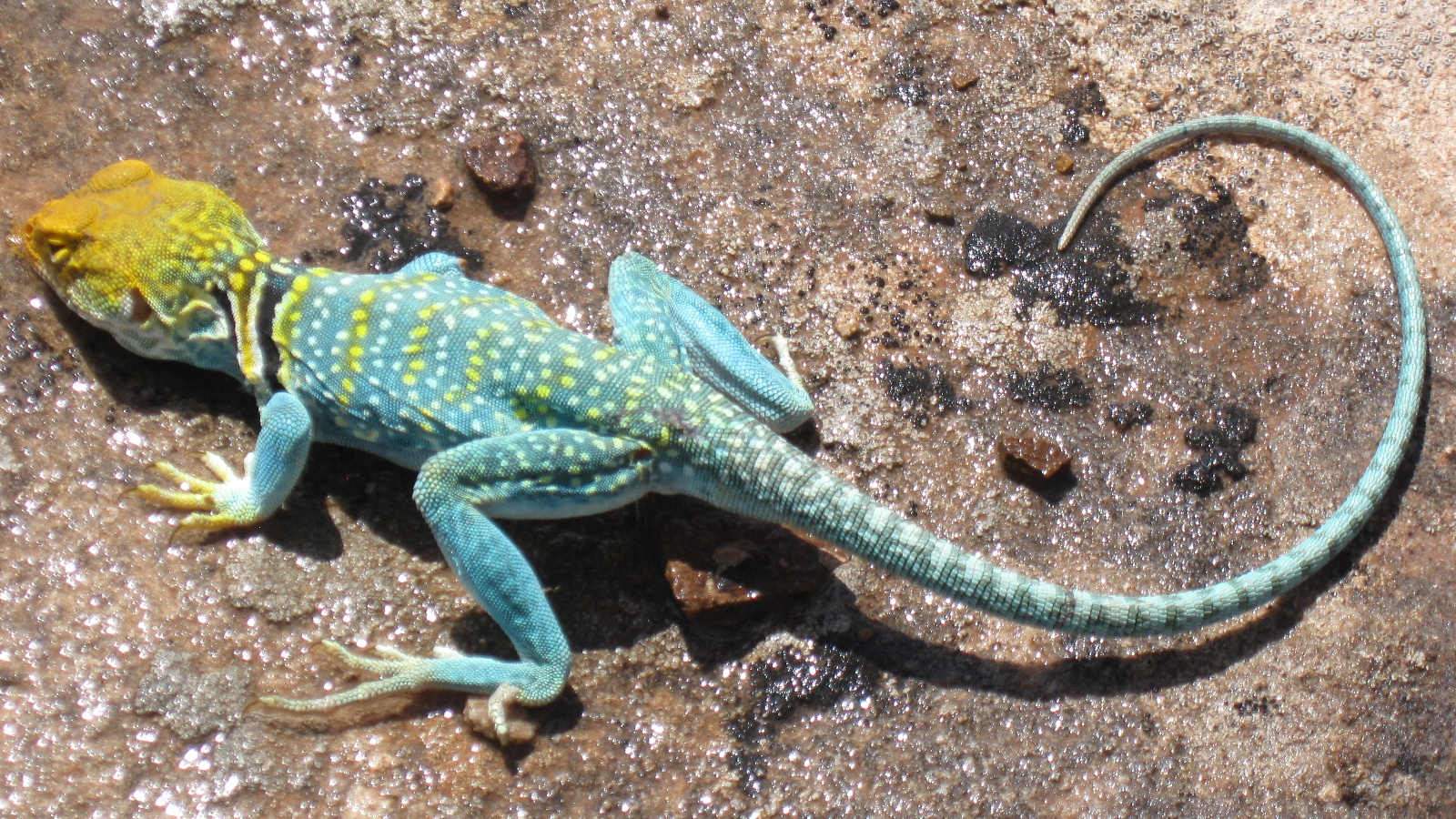
Crotaphytus collaris à Hovenweep National Monument, États-Unis
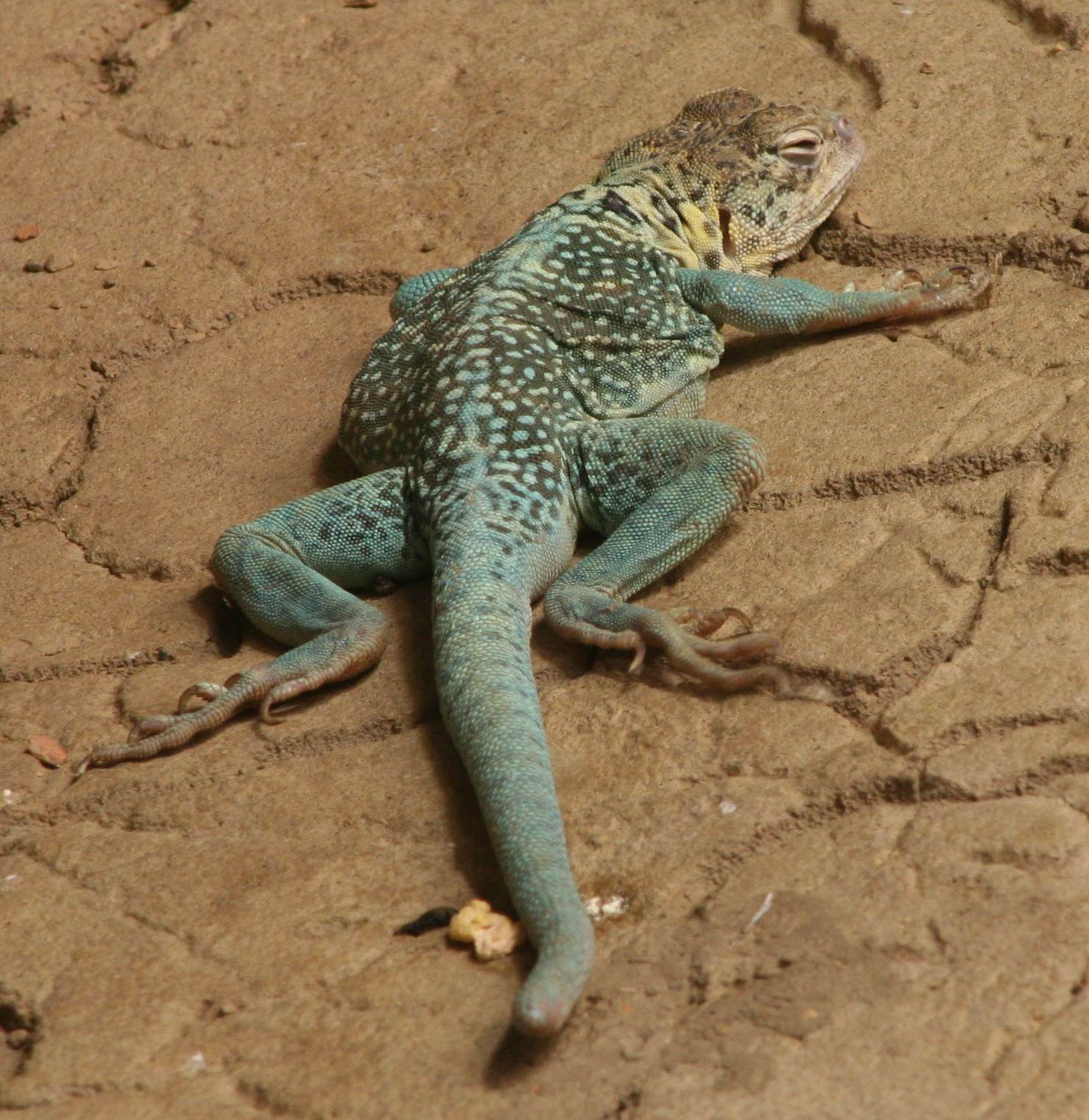
Crotaphytus collaris au zoo de Buffalo (État de New-York, États-Unis)
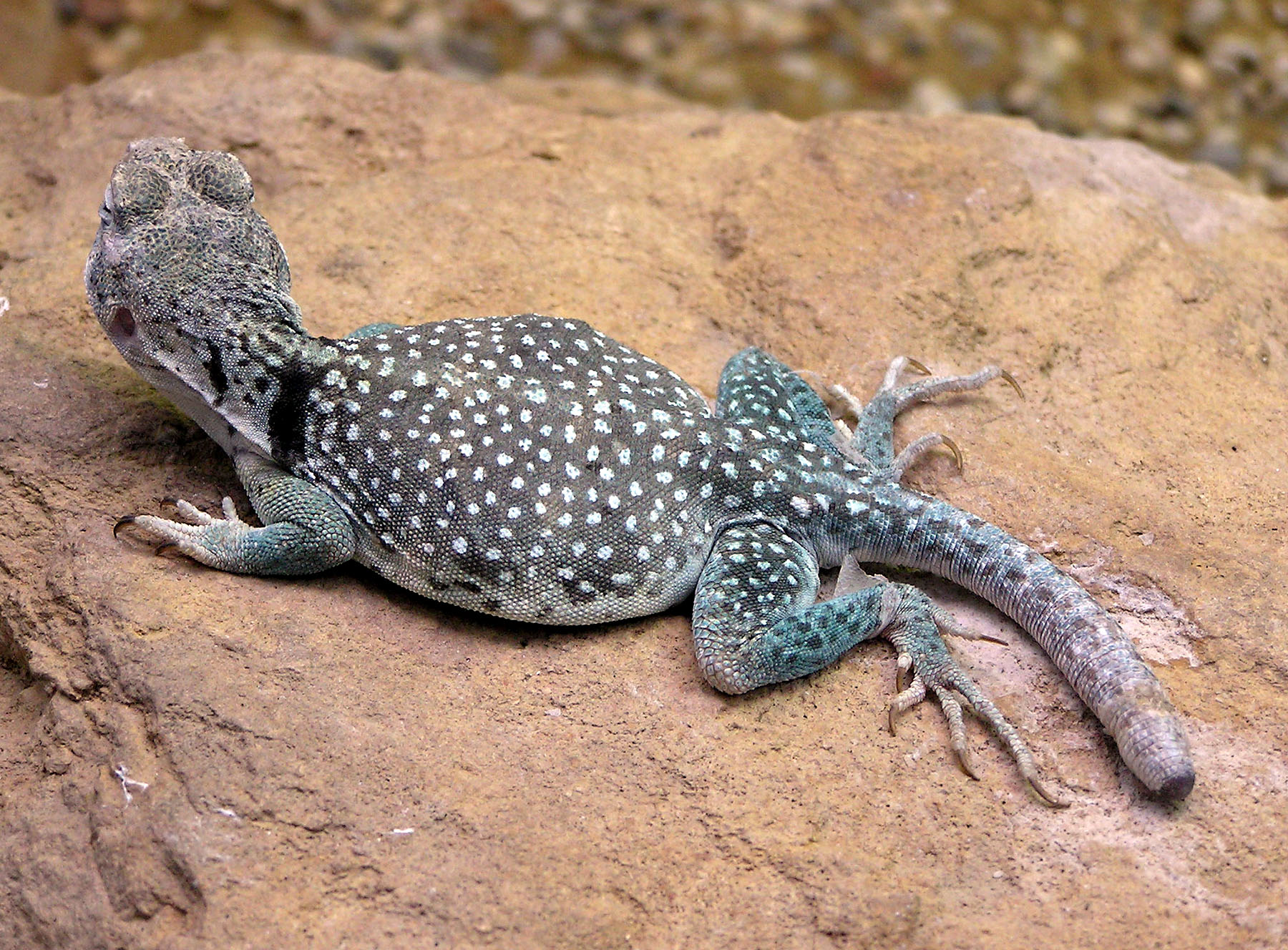
Crotaphytus collaris au zoo de Bristol (Angleterre)
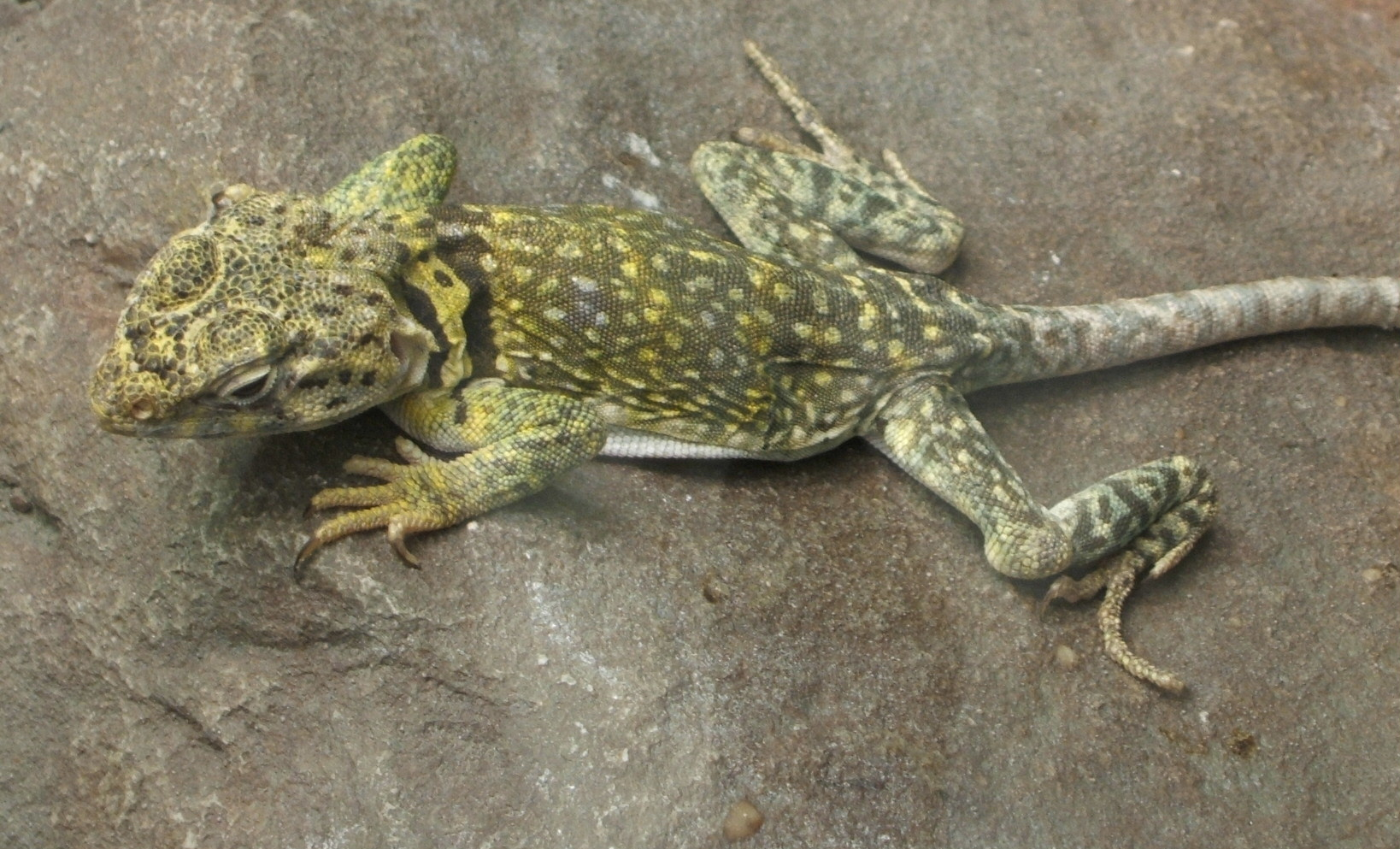
Crotaphytus collaris  au Musée de la Science de Boston
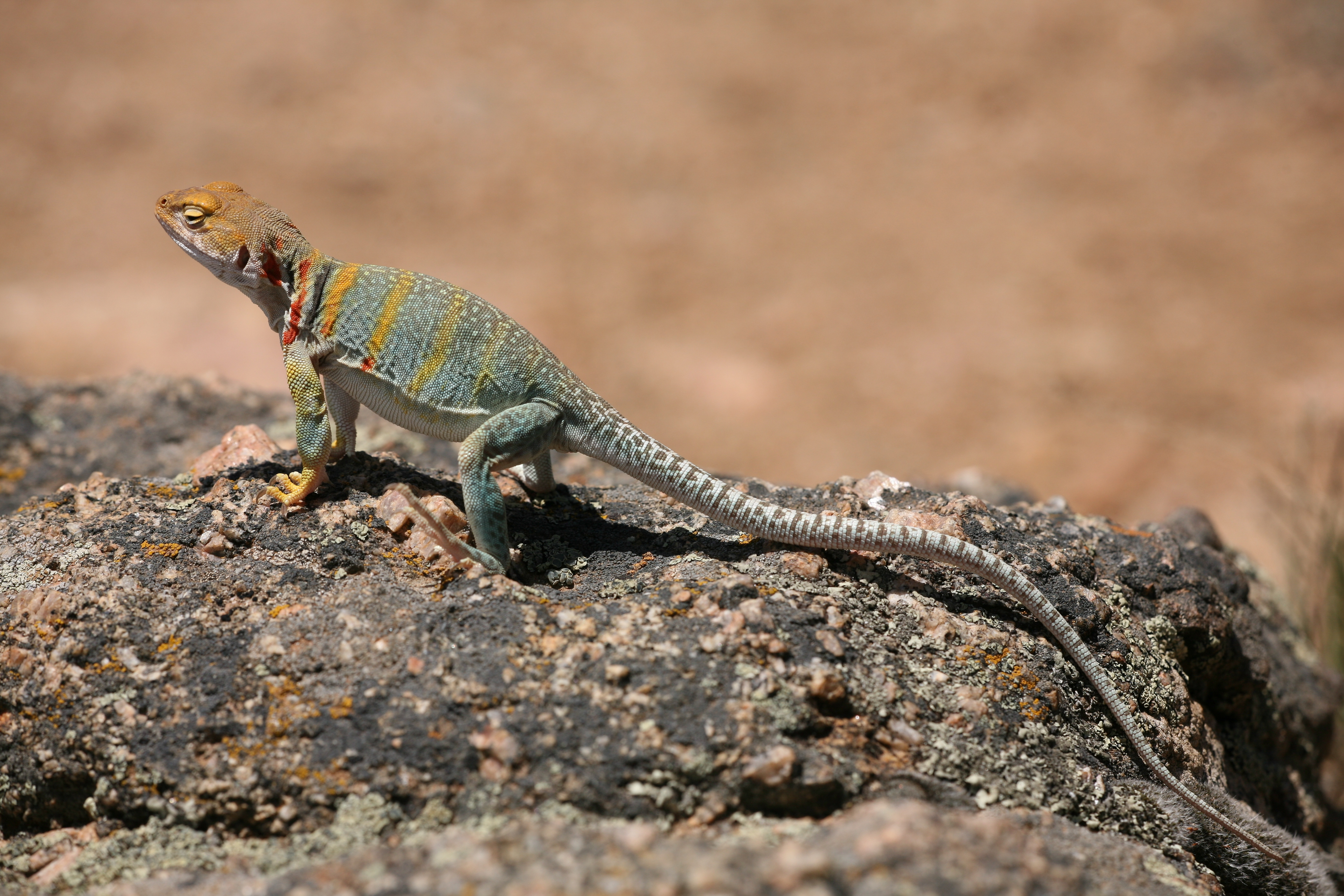
Crotaphytus collaris, dans le Parc national de Black Canyon of the Gunnison
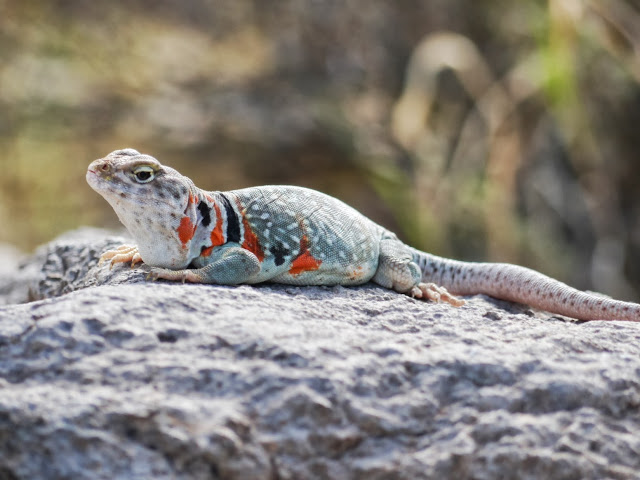
crotaphytus collaris à Tucson, Arizona

## Publications originales
- Axtell & Webb, 1995 : Two new Crotaphytus from Southern Coahuila and the adjacent states of east-central Mexico. Bulletin of the Chicago Academy of Sciences, vol. 16, no 2, p. 1-15.
- Fitch & Tanner, 1951 : Remarks concerning the systematics of the collard lizard, (Crotaphytus collaris), with a description of a new subspecies. Transactions of the Kansas Academy of Sciences, vol. 54, no 4, p. 548-559.
- Ingram & Tanner, 1971 : A taxonomic study of Crotaphytus collaris between the Rio Grande and Colorado Rivers. Brigham Young University Science Bulletin, vol. 13, no 2, p. 1-29.
- Say in James, 1823 : Account of an expedition from Pittsburgh to the Rocky Mountains, performed in the years 1819 and '20 : by order of the Hon. J.C. Calhoun, sec'y of war: under the command of Major Stephen H. Long. From the notes of Major Long, Mr. T. Say, and other gentlemen of the exploring party, vol. 3, p. 1-347 (texte intégral).
- Stejneger, 1890 : Results of a biological survey of the San Francisco Mountain region and Desert of the Little Colorado, Arizona. Part V. Annotated list of reptiles and batrachians collected by Dr. C. Hart Merriam and Vernon Bailey on the San Francisco Mountain Plateau and Desert of the Little Colorado, Arizona, with descriptions of new Species. North American Fauna, no 3, p. 103-118 (texte intégral).